# Mamiya (entreprise)
Pour les articles homonymes, voir Mamiya.

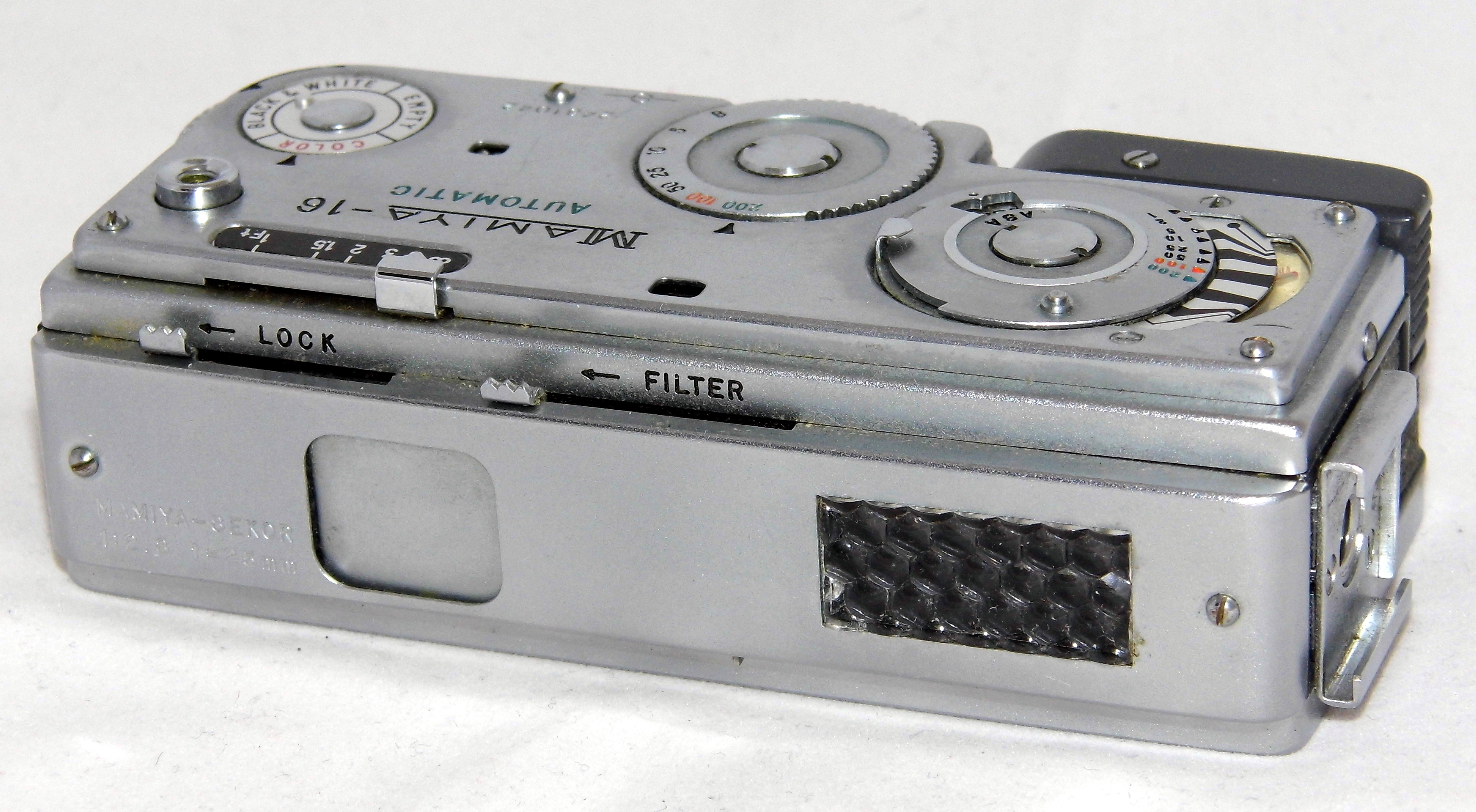
Un Mamiya 16 de 1959.

Mamiya est une société japonaise de photographie.

## Historique

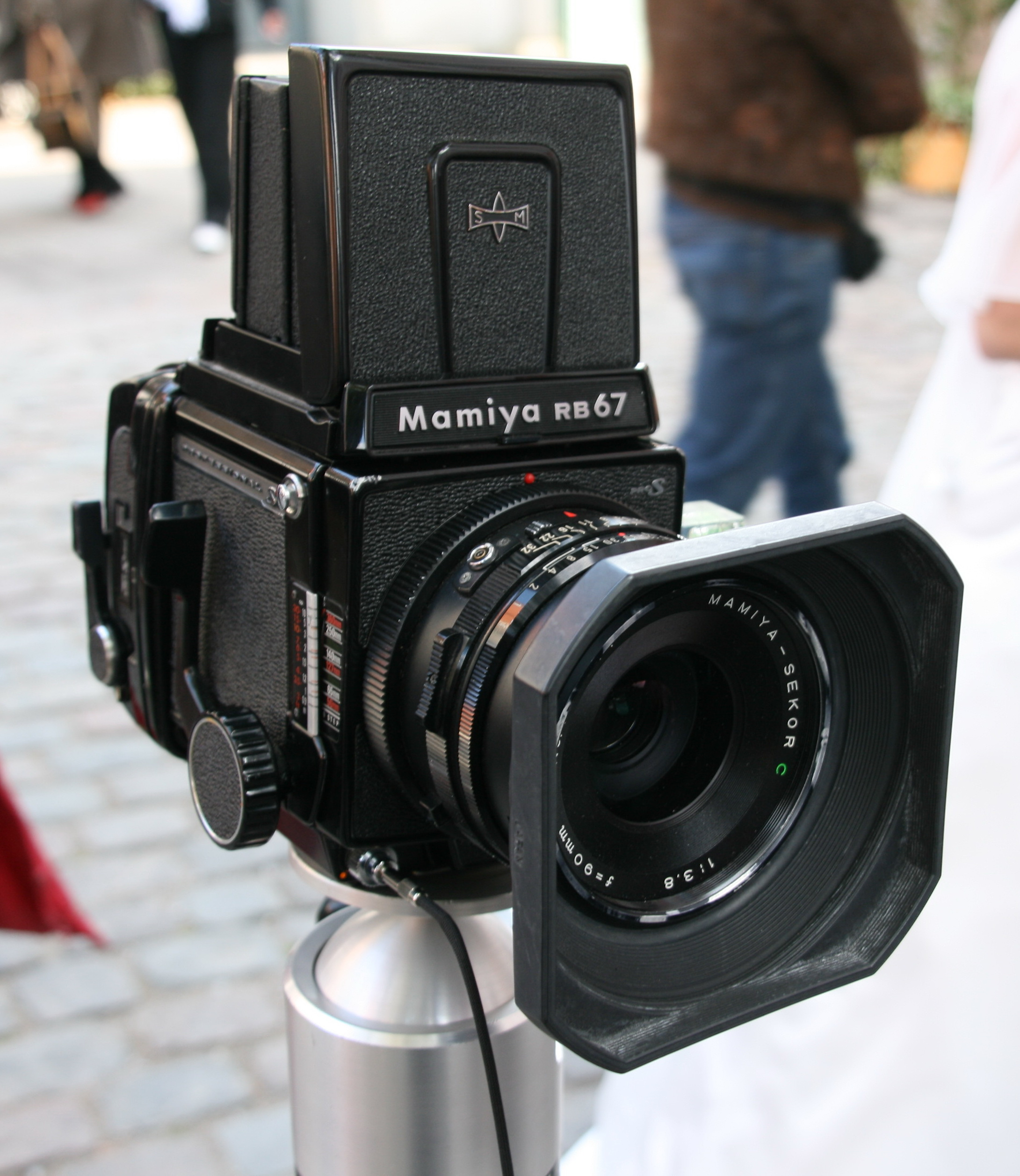
Un Mamiya RB67

Mamiya a été créée en 1940 par Seichi Mamiya et Tsunejiro Sugawara. Le premier appareil photographique de la compagnie est le Mamiya-6, un appareil de format 6 x 6 cm pliant à visée télémétrique.
Après la Seconde Guerre mondiale, Mamiya reçoit de nombreuses commandes des États-Unis, ce qui lui permet de construire une nouvelle usine à Tokyo.
En 1950, la société ouvre des bureaux à New York et Londres.
En 1970, un nouveau modèle reflex au format 6 × 7 est commercialisé, le RB67. Suivi du RZ67 en 1982.
1992 voit l'introduction du modèle 645 Pro. Le Mamiya 6MF (multi-format) et l'objectif 645 300 mm f/2.8 APO sortent en 1993, puis viennent le RZ67 PRO II et l'objectif 645 500 mm f/4.5 APO en 1994.
En 1995 sort le Mamiya 7 et le 645 SV PACK.

## Modèles

### Moyen format

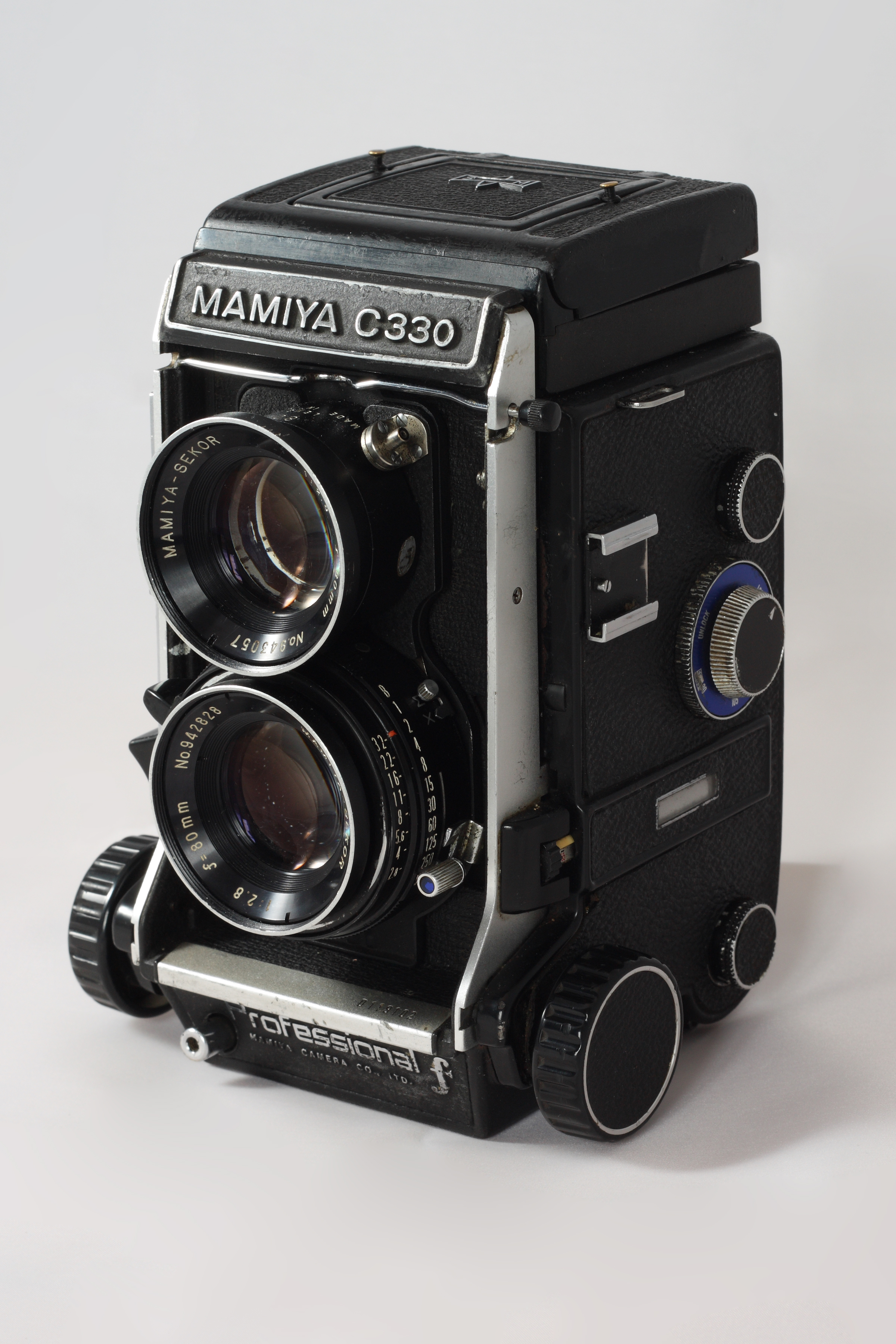
Un appareil photo moyen format TLR Mamiya C330 Pro F

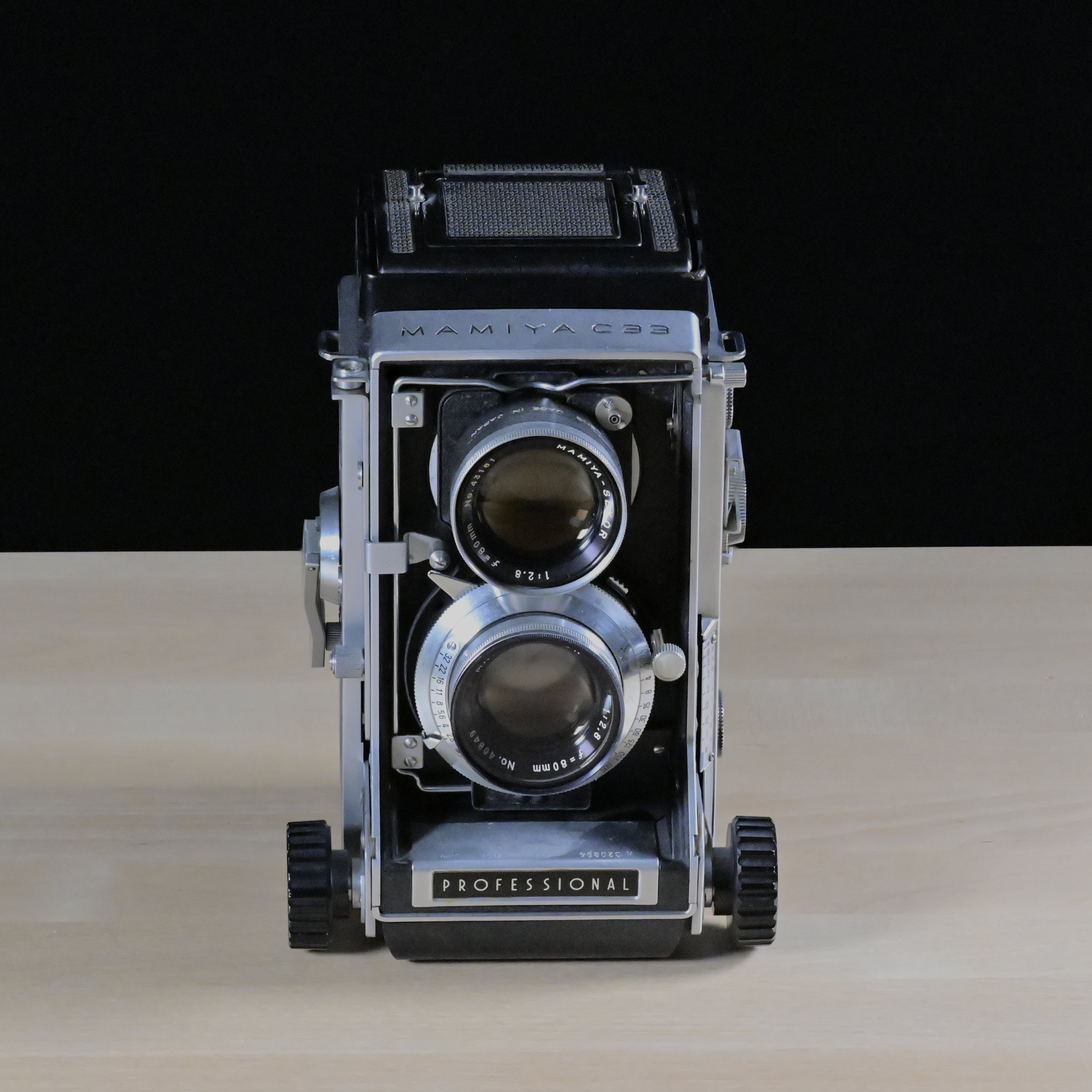

- MamiyaFlex
- C2
- C3
- C22
- C33

- C220
- C330
- RB67 (1970)
- RZ67 (1982)
- 645
- 6 (1989)
- 7 (1995)

### Moyen format numérique
- ZD (2005)

### Format 24 x 36

#### Reflex
- Prismat NP (1961)
- Prismat PH (1962, obturateur central)
- Family (1962)
- Auto-Lux 35 (1963, obturateur central et objectif fixe)
- Prismat CPH
- CP/CWP
- 500 et 1000 TL (1966)
- 528 TL (1967, obturateur central et objectif fixe)
- 500 et 1000 DTL (1968)
- 2000 DTL (1969)
- autoXTL (1971)
- MSX 500[2] et 1000 (1974)
- DSX 500 et 1000[2] (1974)
- 528 AL (1975, obturateur central et objectif fixe)
- autoX1000 (1975)
- NC1000S (1978)
- NC1000 (1978)
- ZE (1980)
- ZE-2 (1980)
- ZE-X (1981)
- ZM (1982)

#### Télémétriques
- 35 I (1949)
- 35 II (1955)
- 35 III (1957)
- Wide E
- Magazine 35 (1957 à dos interchangeable)
- Elca (1958)
- 35 Crown (1958)
- 35 S
- 35 S2
- Metra (1958)
- Auto-Metra (1959)
- Metra 2 (1959)
- Auto-Metra 2 (1959)
- Ruby (1959)
- M3 (1961)
- 4B (1963)
- Rank Mamiya (idem 4B mais vendu en Grande-Bretagne)
- EE Super Merit
- Super Deluxe (f/2.0, f/1.7, f/1.5)
- Auto Deluxe
- 135

#### Compacts
- EE Merit
- Mamiya U

### Autres formats utilisant lefilm 35 mm
- Sketch (24 x 24 mm)
- MyRapid (18 x 24 mm)